# Эврит (философ)
Эврит (греч. Εὔρυτος) — древнегреческий философ, досократик, пифагореец. Жил около 400 г. до н. э.
Античный философ Ямвлих описывает его как уроженца Кротона, в другой своей работе перечисляет среди Тарентских пифагорейцев как об ученике Филолая. Диоген Лаэртский упоминает о нём среди учителей Платона, хотя это утверждение довольно сомнительное. Нет уверенности в том, что Эврит был автором работ, которые сейчас ему приписываются.
Аристотель вспоминает Эврита, говоря о точке как пределе пространственных величин.